# Механик: Воскрешение
«Механик: Воскрешение» (англ. Mechanic: Resurrection) — остросюжетный боевик режиссёра Денниса Ганзеля по сценарию Филипа Шелби и Тони Мошера. Является продолжением фильма «Механик» 2011 года, в главных ролях — Джейсон Стейтем, Джессика Альба, Томми Ли Джонс и Мишель Йео. Премьера в США состоялась 22 августа 2016 года, в России — 26 августа 2016 года.

## Сюжет
Артур Бишоп думал, что он оставил своё убийственное прошлое позади, но его враг и бывший коллега Райан Крейн нашёл его в Бразилии. Теперь Крейн один из четырёх оружейных баронов, контролирующих мировой чёрный рынок торговли оружием. Он требует от Бишопа устранить трех его конкурентов. 
Бишоп перебирается в Таиланд в отельный комплекс его старой подруги Мэй. Однажды она ночью видит, как некую девушку на яхте сильно избивает муж и просит помочь ей. Вступившись за незнакомку, Бишоп вынужденно убивает негодяя. Мэй забирает девушку в бунгало Бишопа, а Артур зачищает следы преступления. На яхте он находит документы девушки и её телефон со своей фотографией.
Девушку зовут Джина. Она — офицер армии США в отставке, работающий в центре реабилитации детей, пострадавших от рабства. Крейн шантажировал её и использовал как приманку для Бишопа.
Бишоп решает спасти Джину и убить Крейна, но люди Крейна похищают Джину, и Бишопу приходится взяться за исполнение трех заказов.

## В ролях
| Актёр                 | Роль                         |
| --------------------- | ---------------------------- |
| Джейсон Стейтем       | Артур Бишоп                  |
| Джессика Альба        | Джина Торнтон                |
| Томми Ли Джонс        | Макс Адамс                   |
| Мишель Йео            | Мэй                          |
| Сэм Хэзелдайн         | Райан Крейн                  |
| Натали Бёрн           | репортёр BBC Натали Стоун    |
| Ейяинг Рхатха Пхонгам | Рене Трэн                    |
| Райчо Василев         | телохранитель Крейна Флетчер |
| Эндрю Стелин          | бандит в Рио                 |
| Атанас Сребрев        | капитан рыболовного траулера |

## Создание
Съёмки начались 4 ноября 2014 года в Бангкоке, Таиланд. Съёмки фильма также проходили в Болгарии, Бразилии и Сиднее, Австралия. 7 ноября Lionsgate назначала дату премьеры фильма на 22 января 2016 года. Позже премьера фильма была перенесена на 15 апреля 2016 года, но 3 августа 2015 года премьеру фильма вновь перенесли — на 26 августа 2016 года. В итоге премьера состоялась в Лос-Анджелесе 22 августа 2016 года.

## Критика
Фильм получил в основном негативные отзывы кинокритиков. На сайте Rotten Tomatoes фильм имеет рейтинг 31% на основе 59 рецензий со средним баллом 5,5 из 10. На сайте Metacritic фильм имеет оценку 38 из 100 на основе 15 рецензий критиков, что соответствует статусу «в основном отрицательные отзывы».